# Drviše
DRVIŠE se je imenoval tabor rimske vojske, ki je bil del rimskega obzidja, imenovanega LIMES, ki je branil rimsko cesarstvo pred barbari. Limes je potekal vse od Anglije, Nemčije, do našega morja.Zid je bil grajen iz kamenja in vezan z apneno malto. Na določenih krajih, ki so bili strateško pomembni, so bile zgrajena taborišča, kjer je bila zbrana vojska. Konjenica je imela glavno vlogo. Razdalje so bile velike. V Sloveniji so znani ostanki obzidij in taborov na Vrhniki, na Kalcah, zelo ohranjeno na Hrušici, Drviše pa je bil tabor v Mrzli Rupi', na najvišji koti kmetije Habet'Krepko besedilo. Zadnjih 100 let so se ostanki obzidja zarasli z grmovjem in se danes težko vidi potek Limesa.
Limes datira v tretje stoletje, prej ali kasneje, gradili in uporabljali so ga več let.